# Карголом
Карголом — хутор в Белозерском районе Вологодской области.
Входит в состав городского поселения Город Белозерск, с точки зрения административно-территориального деления — в Глушковский сельсовет.
Расстояние по автодороге до районного центра Белозерска — 12 км.
В конце XIV века село было центром Карголомского княжества.
По данным переписи в 2002 году постоянного населения не было.